# Жоаозиньо (бразилски футболист, р. 1980)
Вижте пояснителната страница за други личности с името Жоаозиньо.
Жоазиньо (на португалски João Soares de Almeida Neto, Жоао Соареш де Алмейда Нето, изговаря се най-близко до Жуау Суариш джи Алмейда Нету) е бразилски футболист, бивш състезател на Литекс (Ловеч). Играе като централен нападател.

## Състезателна кариера
Син е на големия бразилски национал от далечното минало и световен шампион от Мексико 70 Жаирзиньо. В Ловеч пристига през юни 2004 г., подписва тригодишен договор и веднага се превръща в основен реализатор на отбора като бележи в почти всички контроли. По необясними причини не се завръща след зимната пауза на шампионата. От Литекс сезират ФИФА за самоволното напускане на бразилеца и неявяването му за началото на подготовката. През месец април 2005 печелят делото във ФИФА срещу бразилския нападател.
За краткия си престой в отбора на Литекс Жоазиньо отбелязва 6 гола в контролите, 6 гола в А група и 5 гола в турнира за Купата на УЕФА, от които хеттрик срещу Железничар Сараево.
От януари 2011 г. е състезател на бразилския втородивизионен Ипатинга.